# San Esteban (Baralla)
San Esteban (llamada oficialmente Santo Estevo) es una parroquia y una aldea española del municipio de Baralla, en la provincia de Lugo, Galicia.

## Organización territorial
La parroquia está formada por una entidad de población:
- Santo Estevo

## Demografía
| Gráfica de evolución demográfica de San Esteban entre 2000 y 2019 |
|                                                                   |
| Datos según el nomenclátor publicado por el INE.                  |